# Gonomyia trispinosa
Gonomyia trispinosa är en tvåvingeart som beskrevs av Alexander 1921. Gonomyia trispinosa ingår i släktet Gonomyia och familjen småharkrankar. Inga underarter finns listade i Catalogue of Life.